# Kunugia
Kunugia is een geslacht van vlinders van de familie spinners (Lasiocampidae), uit de onderfamilie Lasiocampinae.

## Soorten
- K. ampla (Walker, 1855)
- K. austroplacida Holloway, 1987
- K. basidiscata (Holloway, 1982)
- K. basimacula (Walker, 1862)
- K. basinigra (Roepke, 1953)
- K. brunnea (Wileman, 1915)
- K. burmensis (Gaede, 1932)
- K. charpentierii Holloway & Bender, 1990
- K. divaricata (Moore, 1884)
- K. dora (Swinhoe, 1893)
- K. drakei Holloway, 1987
- K. fasciata (Moore, 1884)
- K. ferox Holloway, 1987
- K. fulgens (Moore, 1879)
- K. gynandra (Swinhoe, 1893)
- K. hollowayi Zolotuhin, Treadaway & Witt, 1997
- K. jianchuanensis (Tsai & Hou, 1976)
- K. kobesi Holloway & Bender, 1990
- K. latipennis (Walker, 1855)
- K. leucopicta (Tams, 1928)
- K. lineata (Moore, 1879)
- K. magellani (De Lajonquière, 1978)

- K. omeiensis (Tsai & Liu, 1964)
- K. pippae Zolotuhin, Treadaway & Witt, 1997
- K. placida (Moore, 1879)
- K. quadrilineata Holloway, 1987
- K. rectifascia (Holloway, 1976)
- K. suanoides Holloway, 1987
- K. sumatrae (Swinhoe, 1916)
- K. tamsi (De Lajonquière, 1973)
- K. undans (Walker, 1855)
- K. xichangensis (Tsai & Liu, 1962)
- K. yamadai Nagano, 1917